# 基申齊
基申齊（烏克蘭語：Кишеньці），是烏克蘭中部波爾塔瓦州迪卡尼卡區的旧村。處於安德里伊夫卡附近，距離鮑里西夫卡和庫切里夫卡2公里。
1990年7月11日该村被撤销。